# Лапшин Володимир Германович
Володимир Германович Лапшин (28 вересня 1954, Котельнич — 29 липня 2015, Костянтинівка) — фотохудожник, член Національного союзу фотохудожників України, EFIAP (видатний художник міжнародної асоціації фотомистецтва FIAP), член Фотографічного товариства Америки (PSA***EID).

## Біографія
Народився 28 вересня 1954 року в місті Котельнич Кіровскої області.
Сім'я переїхала до Горлівки, де в 1968 році мати подарувала фотоапарат «Смена», з чого й розпочалось захоплення фотографією. Перша фотографія, яка була надрукована в газеті зроблена у восьмому класі. З народження у Володимира не було правої руки, тому зйомку довелося робити лише однією лівою рукою.
У 1976 році закінчив Ярославський педагогічний інститут за спеціальністю учитель математики на англійській мові, після чого з 1976 по 1981 рік працював викладачем математики в торговому технікумі містаГорлівки.
У Горлівці з 1981 по 1992 рік Володимир Германович керував дитячою фотостудією «Об'єктив» Горлівського палацу піонерів. Роботи вихованців були найкращими на багатьох виставках та конкурсах, у 1988 році фотостудія стала лауреатом II Всесоюзного фестивалю народної творчості. За роботу з дітьми у фотостудії в1991 році Володимирові Лапшину присвоїли звання «Відмінник народної освіти України». Брав участь в Горлівському фотоклубі «Горизонт». У 1991 році закінчив факультет фотожурналістики при фотоцентрі Союзу журналістів СРСР. У 2004 році вступив до Національної спілки фотохудожників України.
У 2010 році заснував горлівський фотоклуб «Срібний дощ».
З 2010 року — член Американського Фотографічного товариства PSA***EID,*CPID.
19 липня 2010 року отримав звання AFIAP (художник міжнародної федерації фотографічного мистецтва). 4 червня 2012 року отримав звання EFIAP (видатний художник міжнародної федерації фотографічного мистецтва), став першим та єдиним володарем цього звання серед фотографів Донбасу. Роботи Лапшина знаходяться в п'яти музеях України.
За 33 роки викладацької діяльності виховав понад тисячу учнів.
Володимир Лапшин першим у світі придумав, детально розробив і застосував у своїй роботі два нові сюжетні напрями — весільна зйомка на териконах і зйомка на териконах музикантів з інструментами.
З початком бойових дій на сході України переїхав до Святогірська, а згодом до Костянтинівки.
Помер 29 липня 2015 року в Костянтинівці.
Ще за життя фотохудожника була запланована 30-та ювілейна виставка. 18 серпня 2015 року в Сумській міській галереї відкрилася виставка робіт фотохудожника під назвою «Планета Володимира Лапшина», присвячена пам'яті автора. Знімки, що склали експозицію в Сумах є частиною фотокниги «Планета Донбас».

## Виставки
Провів 29 персональних виставок фотографій у 9 містах України (Горлівка, Краматорськ, Святогірськ, Донецьк, Кривий Ріг, у Криму та ін.), Росії (Москва та ін.) та Франції. Брав участь у більше ніж 100 міжнародних фотовиставок в Малайзії, Гонконзі, Норвегії, Сербії, Іспанії, Німеччині, Австрії, Англії, Шотландії, Франції, Швеції, Аргентині, Греції, Хорватії, Ірані, Люксембурзі, Катарі та США, а також був їх призером.

### Список виставок
- 2006 — «Україна соборна» (10-та персональна виставка, Горлівський художній музей)[14]
- 2008 — Звітна фотовиставка Донецької обласної організації Національної спілки фотохудожників України[15]
- 2008 — «40 років у золотому перетині Донбасу» (40 лет в золотом сечении Донбасса, спільно з художником Валерієм Цикозою, Горлівський художній музей)[16][17]
- 2009 — «Україно моя, Україно!» (Київ)[18]
- 2009 — «Підземне сонце Донбасу» (персональна виставка, Кривий Ріг)[19][20]
- 2009 — фотовиставка в Рівезальте (Франція)[21]
- 2010 — «Мелодії териконів» (24 персональна виставка, Горлівка)[22][23]
- 2010 — VIZAoff (Франція)[24]
- 2010 — «Чарівна Україна» (Тегеран)[25]
- 2011 — «Сіль землі Донецької» (25 персональна виставка, Рівне, приватна фотогалерея Олександра Купчинського)[26][27][28]

## Нагороди
- 1988 — лауреат II Всесоюзного фестивалю народної творчості СРСР
- 1991 — відмінник народної освіти УРСР
- 2004 — переможець та призер ІХ Всеукраїнського фотоконкурсу художньої та документальної фотографії «Україно моя, Україно!»[6]
- 2005 — дипломант Х Всеукраїнського фотоконкурсу художньої та документальної фотографії «Україно моя, Україно!»
- 2006 — срібний медаліст 7 міжнародного конкурсу цифрової фотографії в Німеччині
- 2007 — срібний призер фотоконкурсу Міністерства вугільної промисловості України
- 2007 — дипломант міжнародного фотоконкурсу в Австрії — Лієнц
- медаль ім. П. М. Горлова III ступеня
- 2010 — «Золота саламандра» за перемогу в національному фотоконкурсі «Природа-2010»[6]
- 2010 — звання AFIAP
- 2011 — почесна грамота Міністерства культури та туризму України та Центрального комітету профспілок працівників культури України[26]
- 2012 — PSA***EID,*CPID
- 2012 — звання EFIAP
- переможець та призер 36 міжнародних фотоконкурсів[5]
- 7 почесних стрічок Міжнародної асоціації фотомистецтва FIAP